# SN 2007sg
SN 2007sg – supernowa typu Ia odkryta 12 listopada 2007 roku w galaktyce A231926-0054. W momencie odkrycia miała maksymalną jasność 22,70m.